# Arichanna geniphora
Arichanna geniphora är en fjärilsart som beskrevs av Eugen Wehrli 1939. Arichanna geniphora ingår i släktet Arichanna och familjen mätare. Inga underarter finns listade i Catalogue of Life.